# 富山県道15号立山水橋線
富山県道15号立山水橋線（とやまけんどう15ごう たてやまみずはしせん）は、富山県中新川郡立山町から富山市を結ぶ県道（主要地方道）である。

## 概要

### 路線データ
- 起点：富山県中新川郡立山町宮路（宮路（東）交差点、富山県道6号富山立山公園線交点）
- 終点：富山県富山市水橋中村町（水橋中村町交差点、富山県道1号富山魚津線交点）

## 歴史
- 1972年（昭和47年）- この年までに下段駅西側まで道路が作られる[1]
- 1975年（昭和50年）- この年までに岩峅寺(立山山田線)まで道路が作られる[2]
- 1993年（平成5年）5月11日 - 建設省（現・国土交通省）から、主要県道立山水橋線が立山水橋線として主要地方道に再指定される[3]。

## 路線状況

### 重複区間

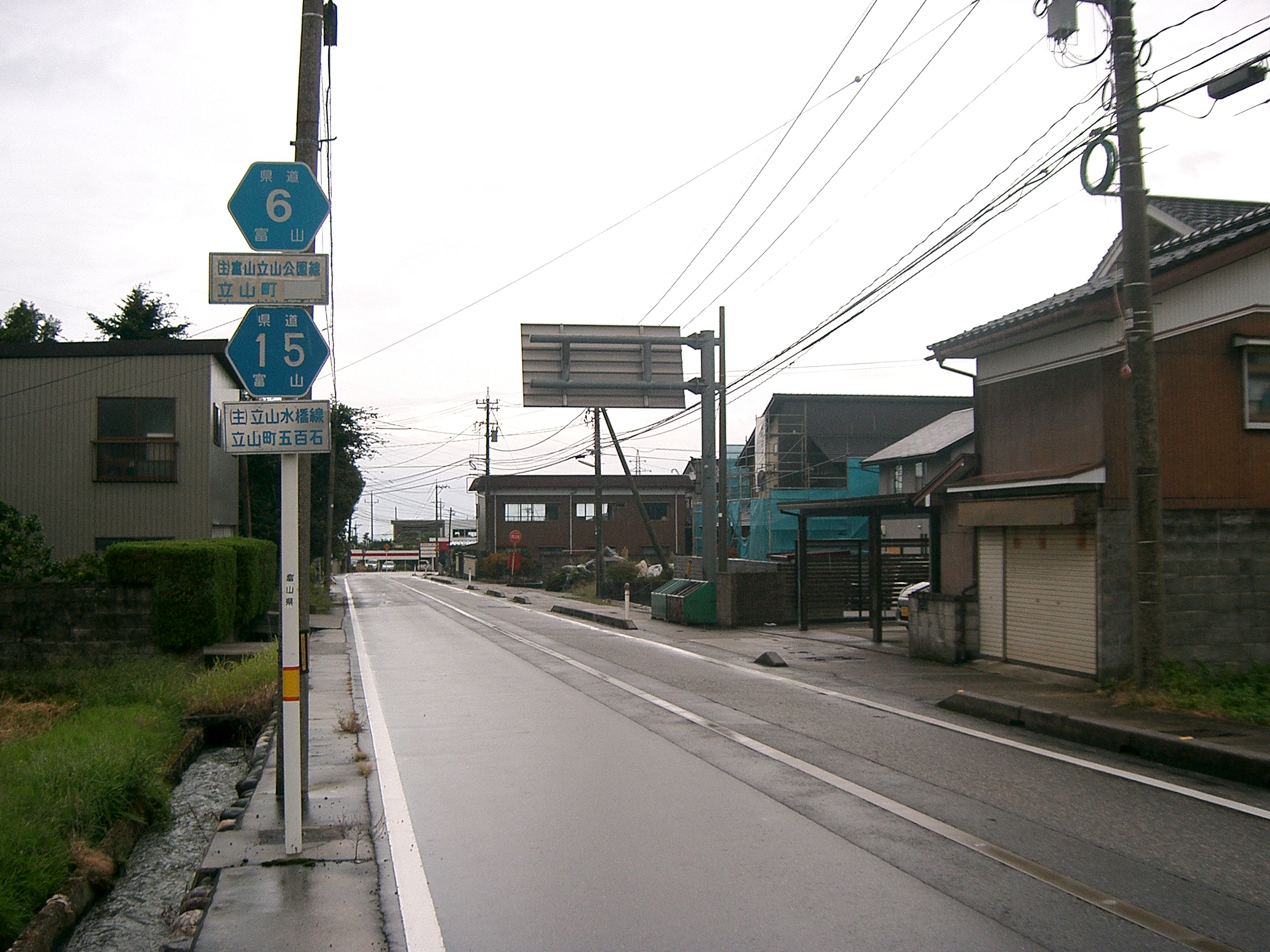
立山町五百石にて北を望む。県道6号との重複区間。

- 富山県道35号立山山田線（中新川郡立山町下田字天池・下田交差点 - 中新川郡立山町岩峅寺・岩峅寺交差点）
- 富山県道3号富山立山魚津線（中新川郡立山町前沢・雄山高校前交差点 - 中新川郡立山町五百石）
- 富山県道6号富山立山公園線（中新川郡立山町五百石 - 中新川郡立山町二ツ塚・二ツ塚交差点）
- 国道415号（富山市水橋北馬場・北馬場交差点 - 富山市水橋石割）

## 地理

### 通過する自治体
- 中新川郡
  - 立山町
  - 舟橋村
  - 上市町
- 富山市

### 交差する道路
- 富山県道6号富山立山公園線・富山県道378号松倉宮路線（中新川郡立山町宮路・宮路（東）交差点、起点）
- 富山県道35号立山山田線（中新川郡立山町岩峅寺）
- 富山県道162号西大森寺坪線（中新川郡立山町末三賀・末三賀（北）交差点）
- 富山県道366号西大森前沢線（中新川郡立山町前沢・前沢交差点）
- 富山県道3号富山立山魚津線（中新川郡立山町前沢・雄山高校前交差点）
- 富山県道167号日中五百石線（中新川郡立山町五百石・天満宮前交差点）
- 富山県道164号五百石停車場線（中新川郡立山町五百石・五百石交差点）
- 富山県道3号富山立山魚津線・富山県道6号富山立山公園線（中新川郡立山町五百石）
- 富山県道6号富山立山公園線（中新川郡立山町二ツ塚・二ツ塚交差点）
- 富山県道4号富山上市線（中新川郡舟橋村舟橋・舟橋交差点）
- 富山県道159号竹内清水堂線（富山市水橋清水堂）
- 富山県道46号上市北馬場線（富山市水橋中馬場）
- 国道8号・国道415号（富山市水橋北馬場）
- 国道415号（富山市水橋石割）
- 富山県道149号下砂子坂池田町線（富山市水橋小出）
- 富山県道135号富山滑川魚津線（富山市水橋小出）
- 富山県道315号辻ヶ堂市田袋線（富山市水橋柳寺）
- 富山県道148号上市水橋線・富山県道160号水橋停車場線（富山市水橋舘町）
- 富山県道1号富山魚津線（富山市水橋中村町、終点）